# Cestrotus elegans
Espèce
Cestrotus elegans  est une espèce de diptères de la famille des Lauxaniidae. Elle est trouvée en Éthiopie et au Maroc.